# Irasburg
Irasburg ist eine Town im Orleans County des Bundesstaates Vermont in den Vereinigten Staaten mit 1233 Einwohnern (laut Volkszählung von 2020).

## Geografie

### Geografische Lage
Irasburg liegt im Zentrum des Orleans Countys. Auf dem Gebiet der Town befinden sich nur wenige und sehr kleine Seen. Der Kidder Pond liegt im Norden, der Mud Pond im Süden. Der Black River durchquert die Town zentral in nördlicher Richtung. Er hat diverse kleinere Zuflüsse. Das Gebiet der Town ist hügelig, die höchsten Erhebungen sind der 467 m hohe Allen Hill und der 461 m hohe Butternut Hill.

### Nachbargemeinden
Alle Entfernungen sind als Luftlinien zwischen den offiziellen Koordinaten der Orte aus der Volkszählung 2010 angegeben.
- Norden: Coventry, 6,0 km
- Nordosten: Bownington, 17,3 km
- Osten: Barton, 14,9 km
- Südosten: Glover, 7,3 km
- Süden: Albany, 7,2 km
- Westen: Lowell, 19,6 km
- Nordwesten: Newport Town, 4,3 km

### Klima
Die mittlere Durchschnittstemperatur in Irasburg liegt zwischen −11,7 °C (11 °Fahrenheit) im Januar und 18,3 °C (65 °Fahrenheit) im Juli. Damit ist der Ort gegenüber dem langjährigen Mittel der USA um etwa 9 Grad kühler. Die Schneefälle zwischen Mitte Oktober und Mitte Mai liegen mit mehr als zwei Metern etwa doppelt so hoch wie die mittlere Schneehöhe in den USA. Die tägliche Sonnenscheindauer liegt am unteren Rand des Wertespektrums der USA, zwischen September und Mitte Dezember sogar deutlich darunter.

## Geschichte

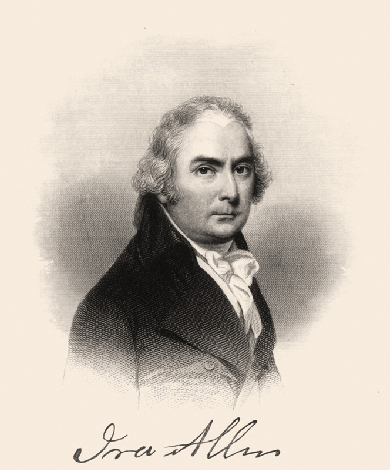
Ira Allen

Den Grant für die Town bekam am 23. Februar 1781 Ira Allen und weitere Siedler. Die Besiedlung der Town startete etwa 1798. Der erste Siedler war Caleb Leach. Die erste konstituierende Sitzung der Town fand am 12. März 1803 statt.
Allen kaufte allen anderen Miteigentümern des Grants ihr Land ab, so dass er der Besitzer der Town wurde. Er heiratete im Jahr 1789 Jerusha Enos und schenkte ihr die Town als Hochzeitsgeschenk. Als er sein Geld verlor, musste das Land versteigert werden, um ausstehende Steuerschulden bezahlen zu können. Iras und Jerushas Neffe und adoptierter Sohn Heman kaufte das Land und gab es Jerusha zurück.
Irasburg war die Hauptstadt des Orleans Countys von 1812 bis 1886 als Newport Hauptstadt wurde. Im Jahr 1815 wurde das erste Gerichtsgebäude und das Gefängnis gebaut. Das Gerichtsgebäude wurde im Jahr 1847 durch ein neues ersetzt, das aus Holz errichtete Gefängnis im Jahr 1838 durch ein Gebäude aus Steinen und im Jahr 1862 durch ein Gebäude aus Granit.

### Einwohnerentwicklung
| Volkszählungsergebnisse – Town of Irasburg, Vermont | Volkszählungsergebnisse – Town of Irasburg, Vermont | Volkszählungsergebnisse – Town of Irasburg, Vermont | Volkszählungsergebnisse – Town of Irasburg, Vermont | Volkszählungsergebnisse – Town of Irasburg, Vermont | Volkszählungsergebnisse – Town of Irasburg, Vermont | Volkszählungsergebnisse – Town of Irasburg, Vermont | Volkszählungsergebnisse – Town of Irasburg, Vermont | Volkszählungsergebnisse – Town of Irasburg, Vermont | Volkszählungsergebnisse – Town of Irasburg, Vermont | Volkszählungsergebnisse – Town of Irasburg, Vermont |
| Jahr                                                | 1800                                                | 1810                                                | 1820                                                | 1830                                                | 1840                                                | 1850                                                | 1860                                                | 1870                                                | 1880                                                | 1890                                                |
| --------------------------------------------------- | --------------------------------------------------- | --------------------------------------------------- | --------------------------------------------------- | --------------------------------------------------- | --------------------------------------------------- | --------------------------------------------------- | --------------------------------------------------- | --------------------------------------------------- | --------------------------------------------------- | --------------------------------------------------- |
| Einwohner                                           | 15                                                  | 292                                                 | 432                                                 | 860                                                 | 971                                                 | 1034                                                | 1131                                                | 1085                                                | 1064                                                | 999                                                 |
| Jahr                                                | 1900                                                | 1910                                                | 1920                                                | 1930                                                | 1940                                                | 1950                                                | 1960                                                | 1970                                                | 1980                                                | 1990                                                |
| Einwohner                                           | 939                                                 | 983                                                 | 999                                                 | 924                                                 | 852                                                 | 711                                                 | 711                                                 | 775                                                 | 870                                                 | 907                                                 |
| Jahr                                                | 2000                                                | 2010                                                | 2020                                                | 2030                                                | 2040                                                | 2050                                                | 2060                                                | 2070                                                | 2080                                                | 2090                                                |
| Einwohner                                           | 1077                                                | 1163                                                | 1233                                                |                                                     |                                                     |                                                     |                                                     |                                                     |                                                     |                                                     |

## Wirtschaft und Infrastruktur

### Verkehr

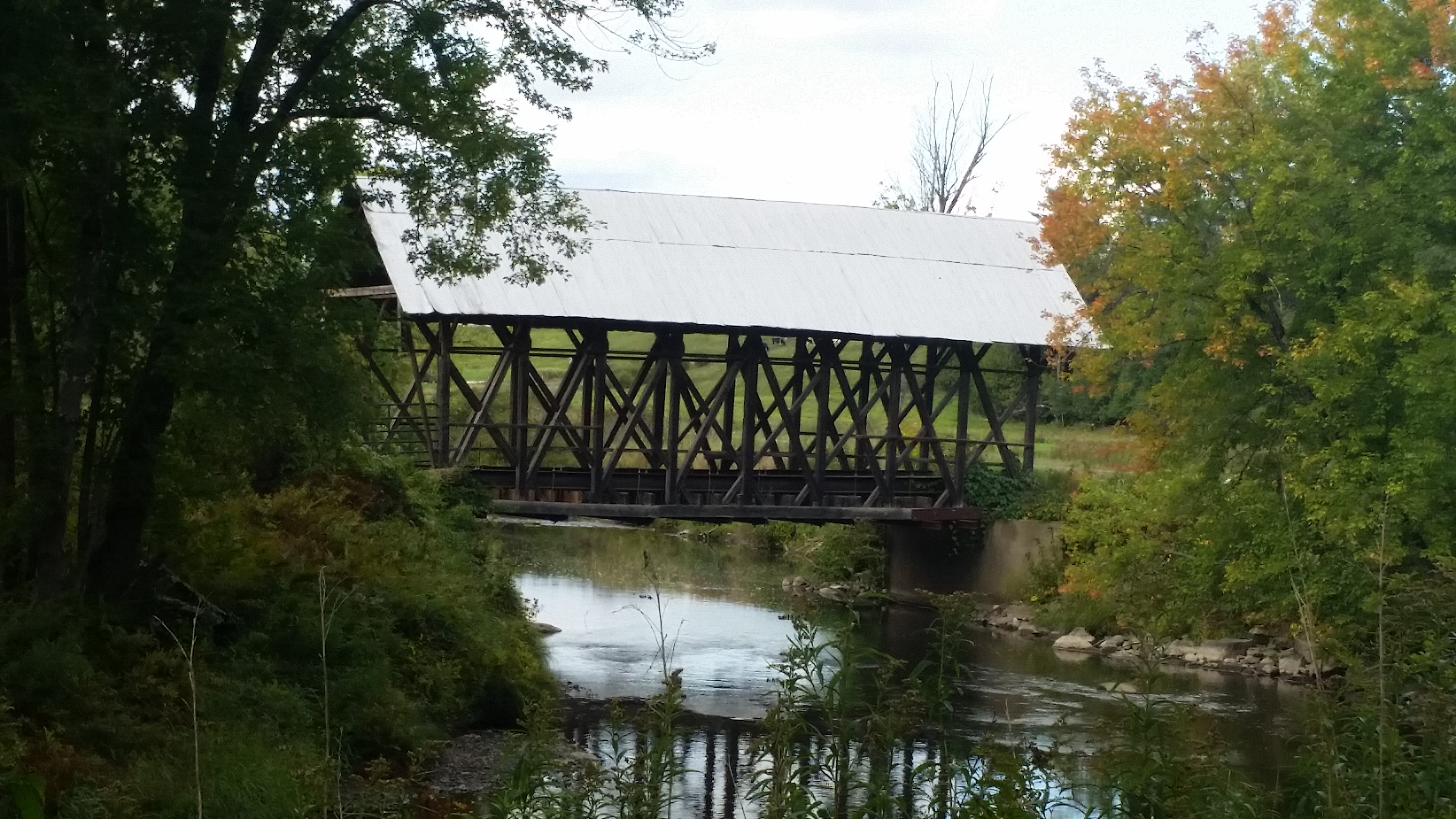
Lords Creek Covered Bridge

Die Interstate 95 führt durch die nordöstliche Ecke der Town, von Derby im Norden nach Barton im Süden. Der U.S. Highway 5 verläuft parallel zur Interstate 95 etwas weiter westlich von Coventry im Norden nach Barton im Süden. Im Zentrum der Town treffen sich die Vermont State Route 14, welche in nordsüdlicher Richtung von Coventry nach Albany verläuft, und die Vermont State Route 14 in westöstlicher Richtung von Lowell nach Westmore.

### Öffentliche Einrichtungen
In Irasburg gibt es kein eigenes Krankenhaus. Das nächstgelegene Krankenhaus ist das North Country Hospital & Health Care in Newport City.

### Bildung
Irasburg gehört zur Orleans Central Supervisory Union. In Irasburg befindet sich die Irasburg Village School, mit Klassen vom Kindergarten bis zum achten Schuljahr.
In Irasburg befindet sich die Leach Public Library in der Park Ave.

## Persönlichkeiten

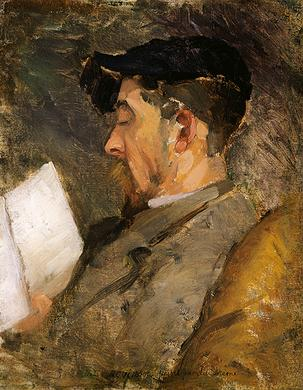
Theodore Robinson

### Söhne und Töchter der Stadt
- Theodore Robinson (1852–1896), Maler

### Persönlichkeiten, die vor Ort gewirkt haben
- Ira Allen (1751–1814), einer der Gründer des US-Bundesstaates Vermont
- Eben Pomeroy Colton (1829–1895), Geschäftsmann, Landwirt und Politiker, Vizegouverneur von Vermont